# Törvények felett
A Törvények felett (eredeti cím: Beyond the Law) 2019-ben bemutatott amerikai bűnügyi-akciófilm, melynek rendezője James Cullen Bressack, forgatókönyvírója Johnny Martin Walters és Chad Law. A főszerepben Steven Seagal, Johnny Messner, DMX és Bill Cobbs látható.
A filmet Video on Demand platformon, valamint korlátozott mozikban adták ki 2019. december 6-án. 2020. január 14-én jelent meg DVD-n. Ez a második közös együttműködés Segal és DMX között, akik korábban a 2001-es Sebhelyek című filmben szerepeltek együtt, valamint DMX-nek ez volt az utolsó mozifilmje a 2021 áprilisában bekövetkezett halála előtt.

## Szereplők
| Szerep                 | Színész            | Magyar hang      |
| ---------------------- | ------------------ | ---------------- |
| Augustino "Finn" Adair | Steven Seagal      | Rosta Sándor     |
| Frank Wilson           | Johnny Messner     |                  |
| Ray Munce nyomozó      | DMX                | Seszták Szabolcs |
| Swilley                | Bill Cobbs         |                  |
| Desmond Packard        | Zack Ward          |                  |
| Fitzy                  | Randy Charach      | Kapácsy Miklós   |
| Terrance               | Patrick Kilpatrick |                  |
| Chance Wilson          | Chester Rushing    |                  |
| Charlotte Bayles       | Saxon Sharbino     |                  |
| Ashley Millet          | Kim DeLonghi       |                  |
| Barrigan               | Jeff M Hill        |                  |
| Delahunt               | Sean Kanan         |                  |
| Jynx                   | Mike Ferguson      |                  |
| Karina                 | Yulia Klass        |                  |
| Ed                     | Ken Garito         |                  |

## Fordítás
- Ez a szócikk részben vagy egészben  a   Beyond the Law (2019 film) című angol Wikipédia-szócikk fordításán alapul.  Az eredeti cikk szerkesztőit annak laptörténete sorolja fel. Ez a jelzés csupán a megfogalmazás eredetét és a szerzői jogokat jelzi, nem szolgál a cikkben szereplő információk forrásmegjelöléseként.